# Tom Cardoso
Tom Cardoso (26 de dezembro de 1972) é um jornalista e escritor  brasileiro. Começou sua carreira em 1994, no Jornal da Tarde. Três anos depois, foi para o Caderno 2 de O Estado de S. Paulo, onde ficou até 1998. Neste mesmo ano, concluiu a graduação em Jornalismo nas Faculdades Integradas Alcântara Machado. Depois disso, foi colaborador do caderno "Ilustrada" da Folha de S. Paulo, integrante da equipe do site Cliquemusic e colaborador do caderno de cultura do Valor Econômico.
Entre suas obras estão as biografias O Marechal da Vitória (sobre o empresário Paulo Machado de Carvalho), 75KG de músculos e fúria (sobre o jornalista Tarso de Castro), Se Não Fosse o Cabral (sobre o político Sérgio Cabral Filho) e Sócrates (sobre o jogador de futebol que dá título ao livro). Também escreveu o livro-reportagem O Cofre do Dr. Rui, sobre o assalto ao cofre de Adhemar de Barros, em 1969. Por este livro, ganhou o Prêmio Jabuti em 2012 na categoria "Reportagem".
Em 2021, Tom Cardoso publicou o livro Ninguém Pode com Nara Leão, biografia da cantora que dá título ao livro. A ideia original de Cardoso seria escrever um perfil de Raul Seixas, mas o jornalista Tárik de Souza, amigo de Cardoso que também assina o prefácio do livro, disse que muitas pessoas já haviam falado do cantor e sugeriu um pesquisa sobre Nara Leão. O livro tem como foco desenvolver um perfil dos principais episódios da vida da cantora e mostrar sua importância em diversos momentos musicais e políticos do Brasil, algo que o próprio biógrafo afirma que ele desconhecia por ter uma visão estereotipada de Nara Leão antes de iniciar sua pesquisa.